# Le père Noël est une ordure (film)
Pour la pièce éponyme, voir Le père Noël est une ordure (pièce de théâtre).
Pour les articles homonymes, voir Père Noël et Ordure.
Pour plus de détails, voir Fiche technique et Distribution.
Le père Noël est une ordure est un film comique et burlesque français de Jean-Marie Poiré, sorti en 1982.
Interprété par la troupe du Splendid, ce film est l'adaptation de leur pièce de théâtre du même nom créée en 1979. Considéré comme un film culte, le sujet traite avec ironie et provocation, d'une soirée se déroulant dans un centre d'écoute bienveillante situé dans un appartement de Paris, destiné aux personnes en détresse psychologique ou souffrant de la solitude. 
Il met principalement en scène différents personnages caricaturaux parmi lesquels les répondants membres de l'association, un couple de quasi sans domicile fixe dont l'un est costumé en père noël, un voisin étranger venu d'un pays imaginaire de l'Europe de l'Est et un homme travesti, souffrant de solitude et de discrimination. La pièce originale et le film s'inspirent de comédies italiennes des années 1970 comme notamment les films Affreux, sales et méchants d'Ettore Scola ou certaines séquences du film Les Nouveaux monstres signées Dino Risi. 

## Synopsis

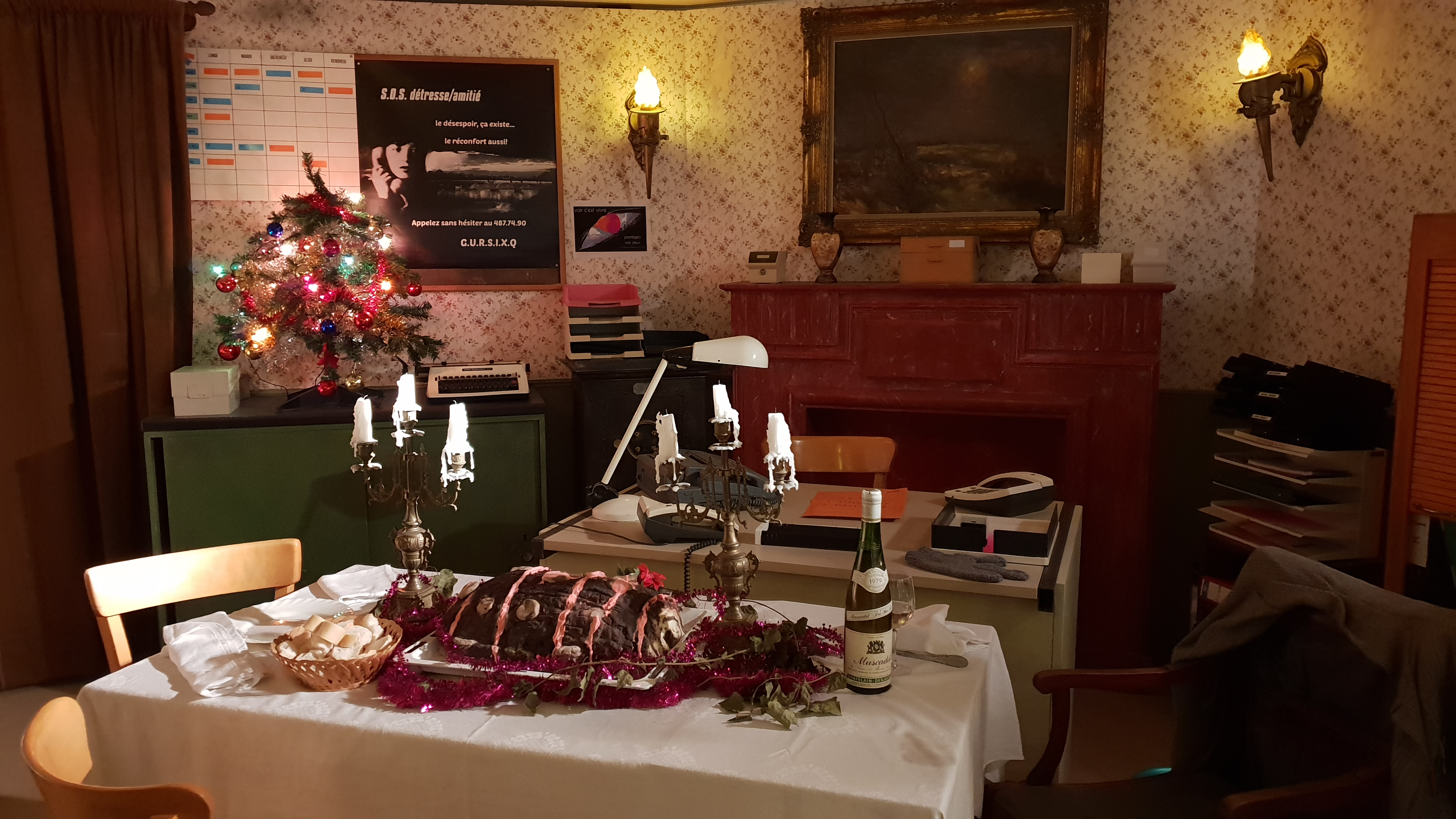
Reconstitution des décors du film.

Le soir du réveillon de Noël, à la permanence téléphonique parisienne de l'association « SOS Détresse Amitié », quelques bénévoles de service sont perturbés par l'arrivée inattendue de personnages marginaux et farfelus. 
Les répondants assurant la soirée sont Pierre Mortez et Thérèse, permanents de SOS Détresse Amitié. Tour à tour, au fil de la soirée il répondent à plusieurs personnes et doivent accueillir certains individus, une invitation pourtant contraire aux règles fixées par l'association. En début de soirée, M. Preskovitch, leur voisin à l’origine incertaine et à l'accent marqué des pays de l'Est de l'Europe, leur présente des spécialités gastronomiques de son pays, toutes plus infectes les unes que les autres. Peu après, arrive Josette surnommée « Zézette », « petite protégée » de Thérèse, laquelle est poursuivie par son fiancé Félix, un individu sale, louche et mesquin, violent envers Josette et surtout voleur invétéré. Il est revêtu d'un costume de père Noël, doté de sa hotte. Au même moment,  la présidente de l'association SOS Détresse Amitié Mme Musquin, se retrouve coincée dans l'ascenseur en panne à deux reprises, alors qu'elle doit se rendre dans sa famille pour la soirée du réveillon, attendant vainement le dépanneur. Par la suite, arrive le personnage de Katia, travesti dépressif et sans-gêne. Souffrant de la solitude ce soir de fêtes, il s'est imposé par téléphone avec grande insistance auprès de Mortez, lequel a dû céder sous la pression, les menaces à peine voilées et des suppliques larmoyantes. Parmi les épisodes marquants, on note la séquence où les protagonistes se rejoingnent chez le pharmacien du quartier, déjà en smoking avec une jeune et jolie compagne, lequel découvre sa veste souillée par du gâteau couleur marron dégoulinant et d'odeur nauséabonde, posé malencontreusement sur ce costume, par le pauvre monsieur Prescovic. 
Après moult péripéties et alors que la situation semble revenir à la normale, le père-nöel douteux Félix fait irruption à la permanence, menaçant Josette avec un pistolet pour qu'elle le suive immédiatement. Felix tire par mégarde une balle dans le pied de Katia. Pour vider le pistolet de Félix et ainsi le rendre inoffensif, Josette tue malencontreusement le dépanneur de l'ascenseur enfin arrivé sur le palier, en déchargeant l'arme à travers la porte d'entrée de l'appartement de la permanence. Nullement effrayés,  Félix et Josette découpent le cadavre du dépanneur en différents morceaux et les emballent dans du papier-cadeau pour les dissimuler en vue de déplacer le corps pour éviter des preuves accablantes en cas d'enquête policière. Les protagonistes se rendent ensuite au zoo de Vincennes pour y jeter ces paquets dans les enclos des animaux carnivores, afin d'effacer toute trace. Là encore, il y a méprise car certains colis arrivent auprès d'animaux herbivores...

## Fiche technique

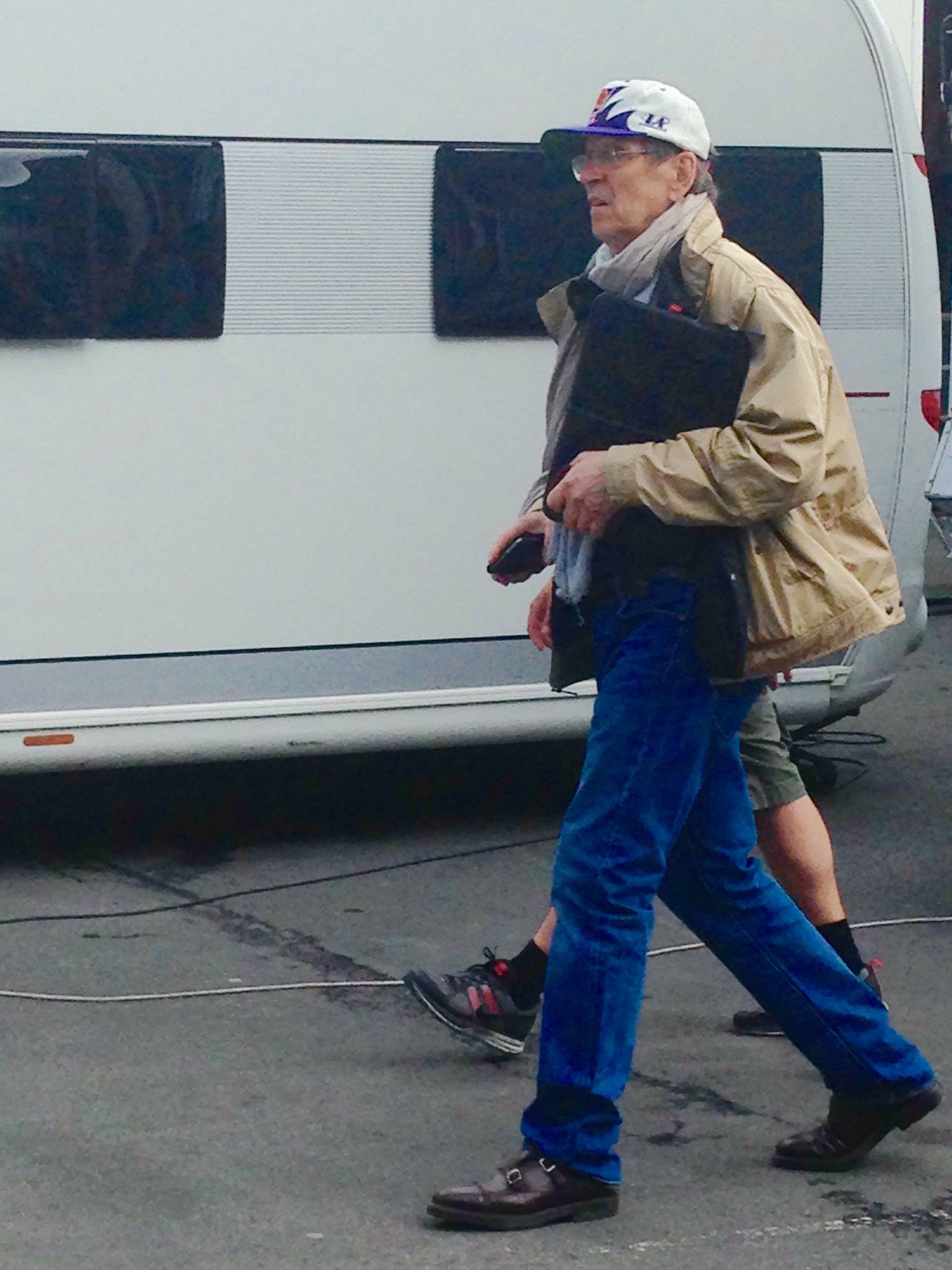
Jean-Marie Poiré, le réalisateur du film, en 2015.

- Titre original et québécois : Le père Noël est une ordure[1]
- Réalisation : Jean-Marie Poiré
- Scénario : Jean-Marie Poiré et La troupe du Splendid, d'après la pièce du même nom du Splendid
- Musique : Vladimir Cosma
- Décors : Willy Holt et Marc Frédérix
- Costumes : Cécile Magnan
- Photographie : Robert Alazraki
- Son : Pierre Lenoir, Denis Carquin, Annick Rousset-Rouard
- Montage : Catherine Kelber
- Production : Yves Rousset-Rouard

Production déléguée : Christian Ferry
- Sociétés de production[2] : Trinacra Films, Films A2 et Les Films du Splendid[3].
- Sociétés de distribution : Compagnie Commerciale Française Cinématographique (CCFC)
- Budget : n/a
- Pays d'origine :  France
- Langue originale : français
- Format[4] : couleur - 35 mm - 1,66:1 (VistaVision)- son Mono
- Genre : comédie burlesque
- Durée : 88 minutes
- Tournage : printemps 1982
- Dates de sortie[5] :
  - France, Québec : 25 août 1982[1]
- Classification[6] :
  - France : tous publics[7]
  - Québec : tous publics (G - General Rating)[1]
  - Belgique : tous publics (Alle Leeftijden)[8]

## Distribution
- Anémone : Thérèse de Monsou[9]
- Thierry Lhermitte : Pierre Mortez
- Marie-Anne Chazel : Josette, dite « Zézette »
- Gérard Jugnot : Félix
- Christian Clavier : Jean-Jacques dit « Katia »
- Josiane Balasko : Marie-Ange Musquin
- Bruno Moynot : Monsieur Preskovitch, prénommé « Zadko »
- Jacques François : monsieur Poinsot, le pharmacien
- Martin Lamotte : monsieur Leblé, le voisin râleur à l'étage d'en dessous
- Michel Blanc : l'obsédé sexuel au téléphone (caméo vocal)
- Claire Magnin : madame Leblé
- Muriel Dubrulle : Bijou, la maîtresse du pharmacien
- Pierre Eugène : le réparateur d'ascenseur
- Jean-Pierre Clami : le père mécontent qui défend son enfant
- Jean-Claude Bouillaud : le père de Katia
- Jeannette Batti
- François Rostain
- Roger Mabilat
- Jacques Disses : un convive au dîner de noël chez les parents de Katia
- Pierre Belot : le patron du magasin qui chasse Félix
- Suzanne Berthois
- Bhime Souaré : l'employé du magasin déguisé en père Noël
- Michel Bonnet : le suicidé de la cabine téléphonique
- Josy Lafont : la mère de Katia
- Gérard Thirion
- Jean-Pierre Darroussin : l'homme qui téléphone lors du repas de réveillon

Les acteurs principaux
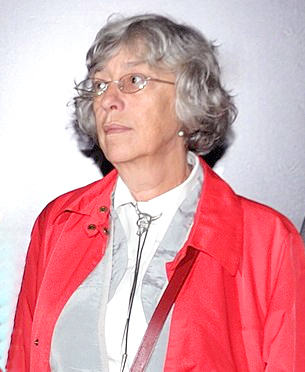
Anémone en 2009 (Thérèse).
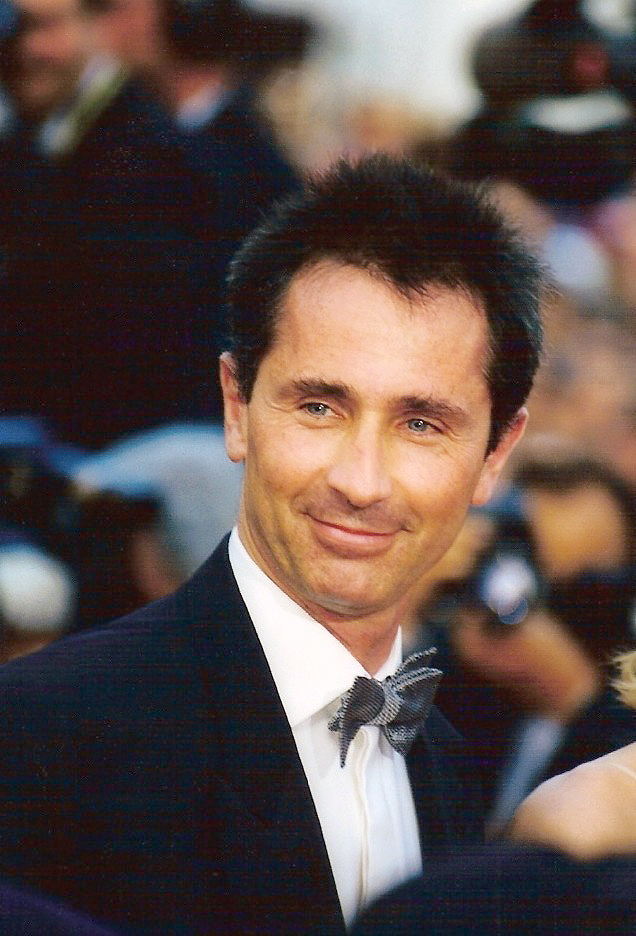
Thierry Lhermitte en 1998 (Pierre).
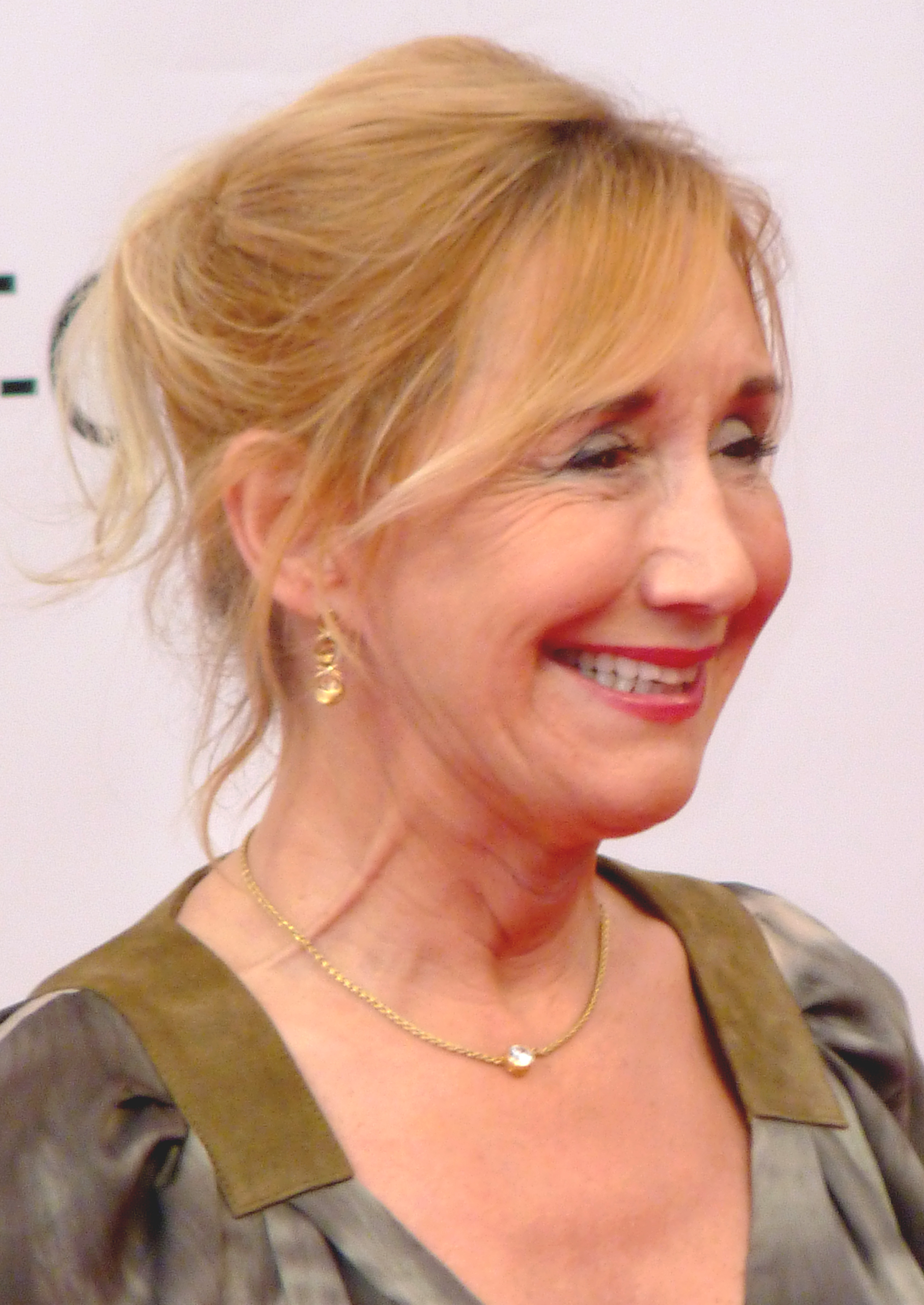
Marie-Anne Chazel en 2012 (Josette).
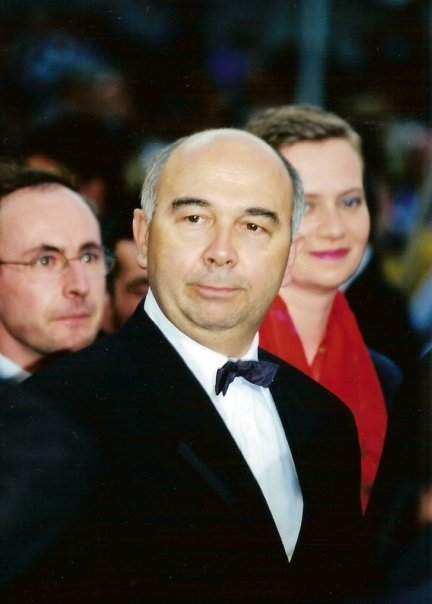
Gérard Jugnot en 1997 (Félix).
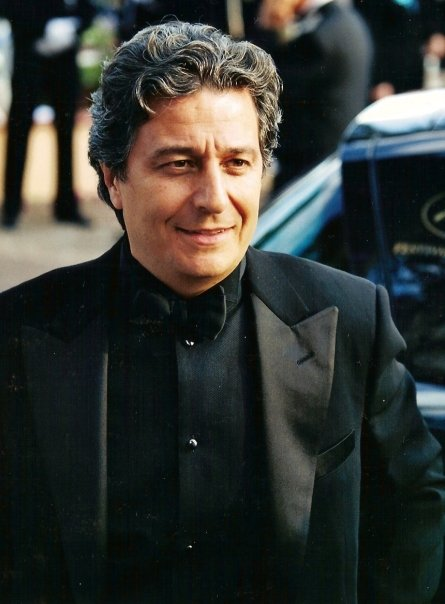
Christian Clavier en 2003 (Katia).
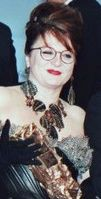
Josiane Balasko en 2000 (Madame Musquin).

## Personnages
Note : dans la pièce de théâtre originale de 1979, certains personnages sont quelque peu différents.

### Personnages principaux
- Pierre Mortez, un bénévole de l'association SOS Détresse Amitié, de permanence ce soir-là avec Thérèse pour le réveillon de Noël. Maladroit et hypocrite, Pierre parle d'une façon maniérée (« C'est cela, oui »[a],[10],[11]) avec un timbre de voix laissant aisément pointer sa moquerie. Au cours de la soirée, il offre à Thérèse un tableau qu'il a peint lui-même, représentant Thérèse nue, de face et qui tient la main à un porc vêtu d'un slip blanc, avec au loin un petit village bucolique (dans la pièce de théâtre, la femme et le porc du tableau dansent ensemble). Catholique, marié et père de famille, Pierre donne l'apparence d'avoir toujours un comportement respectable et exemplaire mais, sous le coup du stress, il se laisse parfois aller à une attitude et des propos orduriers ; par ailleurs, selon madame Musquin, il a une liaison.

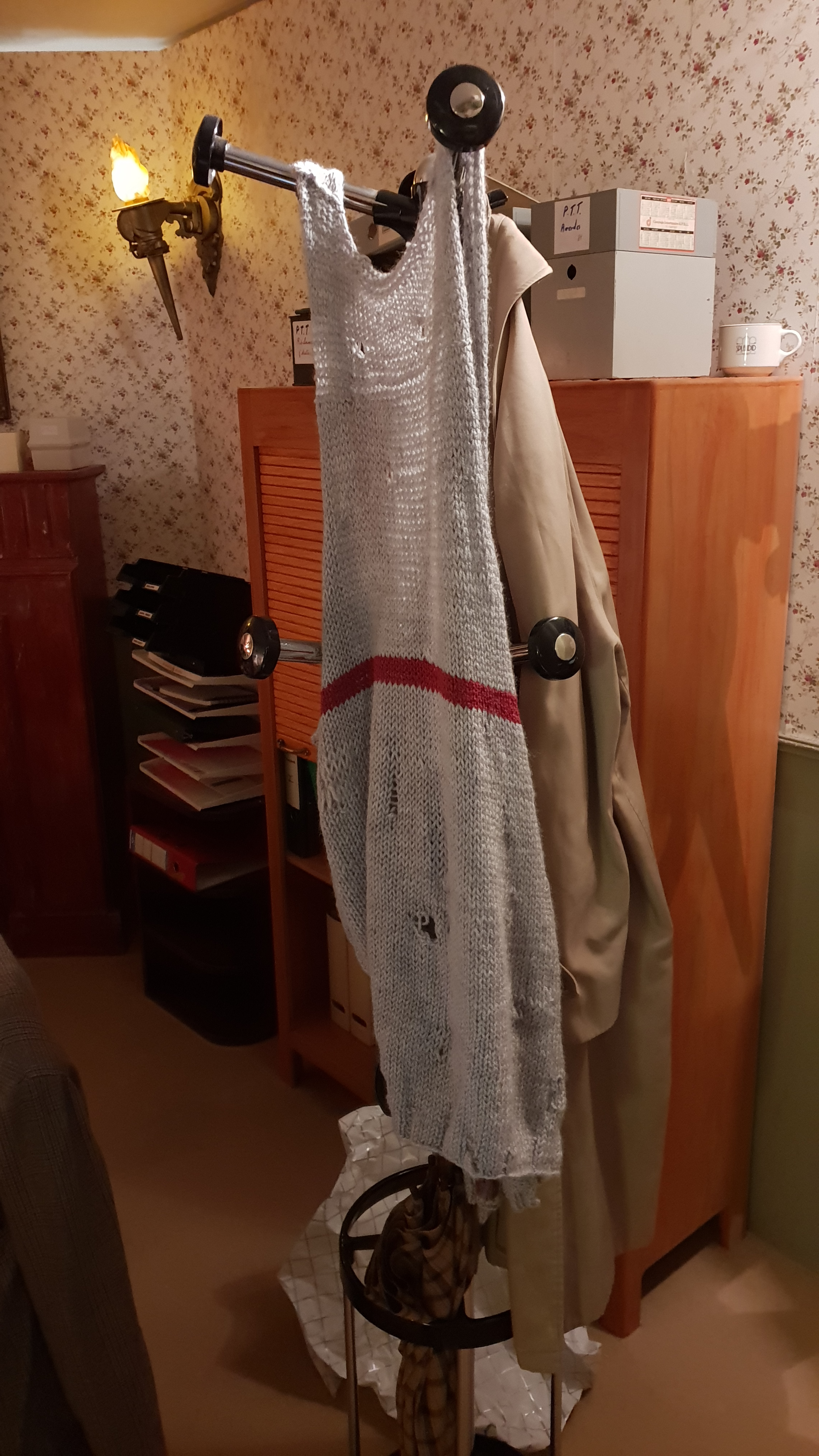
Reproduction du « gilet-serpillière » tricoté par Thérèse, offert à Pierre comme cadeau de Noël.

- Thérèse de Monsou, une bénévole de l'association SOS Détresse Amitié, de permanence ce soir-là avec Pierre pour le réveillon. Titulaire d'un diplôme d'assistante sociale, Thérèse est très sensible, un peu coincée et naïve. Ayant pour passe-temps le tricot, elle aime à confectionner des gants à trois doigts pour « [s]es petits lépreux de Jakarta ». Au cours de la soirée, elle offre à Pierre un gilet qu'elle a tricoté, que ce dernier prend au premier abord pour une serpillière. Il semble que Thérèse soit secrètement amoureuse de Pierre ; au cours de la soirée, elle a brièvement une relation sexuelle avec lui dans la baignoire de la salle de bain. Dans la pièce de théâtre, elle commet l'acte avec Félix.
- Josette, dite Zézette, la compagne de Félix. Femme enceinte, simple d'esprit, Josette se promène avec un caddie rempli de bibelots. Affectée d'un cheveu sur la langue et d'une denture imposante et improbable, elle parle d'une voix suraiguë et est assez vive. Née, semble-t-il à Montgeron le 8 août 1953 et ayant eu une enfance difficile, Josette est la « petite protégée » de Thérèse qu'elle a connue à l'AJCD — une association chrétienne. Elle vit avec Félix dans une caravane, minable et bancale, qui jouxte le périphérique parisien. Elle a aussi un frère, qui fait très peur à Félix et qu'elle menace d'appeler pour lui régler son compte.
- Félix, un individu louche et mesquin, déguisé en père Noël. Lâche, voleur et mythomane, Félix est assez violent, notamment envers Josette. Dès le début du film, il gifle un enfant qui lui tire sa barbe de père Noël. Cet écart le fait renvoyer sur le champ de son emploi de père Noël-homme-sandwich, Félix étant payé pour distribuer dans la rue des prospectus pour le cabaret Pigallos. Par la suite, il débarque à la permanence de SOS Détresse Amitié pour rattraper sa Josette avec laquelle il s'est disputé puis lui passer un savon, gardant son costume de père Noël toute la soirée. Au cours de celle-ci, il menace Katia avec son pistolet et étrangle Josette avec le tuyau de douche de la salle de bain. À la suite de la mort du réparateur de l'ascenseur, Félix prend l'initiative de débiter le cadavre avec une scie afin d'emballer les morceaux dans du papier-cadeaux, avec l'aide de Josette.
- Katia. Dans la pièce de théâtre, il s'agit du surnom de Jean-Jacques, le travesti dépressif et sans-gêne qui débarque à la permanence de SOS Détresse Amitié car il n'a personne avec qui passer le réveillon. Maquillé à outrance, « Katia » est coiffé d'une perruque brune (qu'il remet plusieurs fois en place) et habillé d'une tenue en imprimé léopard, d'un manteau de fourrure et d'une paire de longues bottes noires. Il est surnommé « Charles Bronson » par sa famille, pour se moquer de son allure efféminée qui contraste avec la virilité de l'acteur américain. Au cours de la soirée, Katia est la principale victime de Félix, ce dernier lui tirant (par erreur) une balle dans le pied à la suite d'une dispute.
- Marie-Ange Musquin, une bourgeoise coincée agressive, froide et sévère est la présidente de l'association SOS Détresse Amitié. Très en retard pour le réveillon chez sa sœur Marie-Cécile à Créteil, Mme Musquin quitte la permanence après avoir laissé ses consignes à Pierre et Thérèse. Elle reste alors bloquée deux fois dans l'ascenseur (qui tombe en panne) à son corps défendant, s'électrisant en tentant d'en sortir, avant de constater que sa voiture est également en panne. Alors qu'elle est bloquée dans l'ascenseur, elle utilise les cadeaux de ses petits neveux qu'elle transporte avec elle : une trompette en plastique pour appeler à l'aide et un tournevis d'une boite à outils d'enfant, pour dévisser le panneau de commande de l'ascenseur. Faute de résultats, elle patiente en jouant au jeu Simon alors que les lumières de la cage d'escalier s'éteignent régulièrement et en réclamant sans cesse qu'on les rallume.
- Monsieur Preskovitch (d'après le générique de fin, mais prononcé Preskovic dans le film), prénommé Zadko[12], l'envahissant voisin bulgare du dessus, qui travaille de nuit au péage de Corbeil-Sud[13]. Doté d'un fort accent étranger et de sourcils épais, M. Preskovitch est un homme affable et généreux qui fait cadeau à Thérèse et Pierre de spécialités culinaires de son pays (qui se révèlent toutes immangeables) : les « doubitchous de Sofia » — une pâtisserie ressemblant à des truffes au chocolat qui, selon Preskovitch, est « roulée à la main sous les aisselles » —, puis le « kloug aux marrons », une sorte de bûche de Noël dégageant une odeur nauséabonde, que Preskovitch colmate par la suite avec du chpoutz (un aliment non précisé). Dans la pièce, il déclenche l'explosion finale de l'immeuble de l'association où il habite, en voulant se suicider au gaz.

### Personnages secondaires
- Le suicidé de la cabine téléphonique, un homme désespéré qui appelle ce soir-là SOS Détresse Amitié d'une cabine téléphonique, un pistolet pointé sur la tempe. Au bout du fil, Thérèse, qui ne l'entend pas très bien, lui dit d'« appuyer sur le bouton » (du téléphone) ; l'homme s'exécute et appuie sur la détente de son arme ; on voit sa cervelle se fracasser contre la vitre de la cabine.
- Monsieur Leblé[14], un voisin d'immeuble râleur qui passe le réveillon avec sa famille. Il est dérangé par les cris venant de l'appartement de SOS Détresse Amitié et passe son temps à se plaindre de l'association.
- Monsieur Poinsot, un pharmacien du quartier qui soigne Félix avec du Synthol en vitesse car il doit rejoindre son dîner de réveillon chez Castel avec une jeune femme blonde, surnommée « Bijou », qui l'attend dans un taxi. Sa veste blanche de smoking sera tachée par le « kloug aux marrons » de Preskovitch, qui s'écrase malencontreusement sur celle-ci. À cette occasion, le pharmacien croit que cette salissure est causée par des excréments (« Mais... mais c'est de la m... ! »). Son réveillon se trouve gâché par Félix après s'être battu avec lui, quand ce dernier redevient violent.
- L'obsédé du téléphone (interprété par Michel Blanc), jamais filmé, qui fait plusieurs appels téléphoniques obscènes au standard de l’association, notamment à Thérèse et Josette. Il est finalement calmé par Mme Musquin, qui sait y faire avec ce genre d'individus.
- Le réparateur de l'ascenseur, tué accidentellement par Josette lorsqu'elle décharge le pistolet de Félix en tirant sur la porte du local. Le cadavre du réparateur est ensuite débité en morceaux dans la cuisine par Félix aidé de Josette, les deux emballant ensuite les morceaux dans du papier-cadeau. Tous les protagonistes se rendent peu après au zoo de Vincennes pour y distribuer les paquets aux cages des animaux carnivores et ainsi, faire disparaître toute trace.
- Bijou, la petite amie du pharmacien M. Poinsot, qui l'attend dans un taxi pendant que celui-ci soigne Félix dans son officine.
- Monsieur Blin, le serveur du bar qui sert à boire à Thérèse et Josette et qui leur donne des huîtres pour Pierre.
- Le chauffeur de taxi, qui refuse de prendre Katia à bord et appuie sur le champignon, plutôt que de s'arrêter comme le font normalement les chauffeurs de taxi.
- Marie-Cécile, un membre de la famille de Mme Musquin qui s'entretient avec elle au téléphone lorsque celle-ci est en retard pour le réveillon.

### Commentaires
- Dans le film, Katia est surnommé Charles Bronson par son père. Lorsqu'il quitte l'appartement après avoir été rejeté par Pierre, on le voit passer devant deux affiches de films avec Charles Bronson. Ces affiches ne représentent pas de vrais films, elles ont été créées par Willy Holt. Toutefois, l'une d'elles provient de l'affiche d'Un justicier dans la ville 2, sorti en salles au moment du tournage.
- Dans la séquence de la mort du technicien de SOS Dépannage, la mélodie qui accompagne la découverte du « cadavre sonnant à la porte d'entrée » est identique au fameux jingle publicitaire des magasins Darty.
- Le narrateur incarné par Roland Giraud (dans la pièce) ne joue pas dans le film.

## Production

### Genèse
À la suite du succès de la pièce originale de 1979,, Yves Rousset-Rouard lance l'idée d'une adaptation cinématographique, avec Jean-Marie Poiré à la réalisation. Jean-Marie Poiré a rencontré la troupe par le biais de Josiane Balasko, avec qui il avait tourné son premier film, Les Petits Câlins, en 1977 et Les hommes préfèrent les grosses en 1981. Le réalisateur est arrivé avec l'intention de faire « un vrai film », de « repartir dans une autre logique ». D'après lui, la fin de la pièce était « très très mauvaise » et « s'emballait dans une espèce de caricature de grand guignol ».
Gérard Jugnot explique que les comédies italiennes des années 1970 ont eu une influence sur le scénario de la pièce de théâtre, comme le film Affreux, sales et méchants, d'Ettore Scola, car « elles mélangeaient avec bonheur un réalisme social un peu trash et la folie des caricatures très commedia dell'arte ».

### Scénario

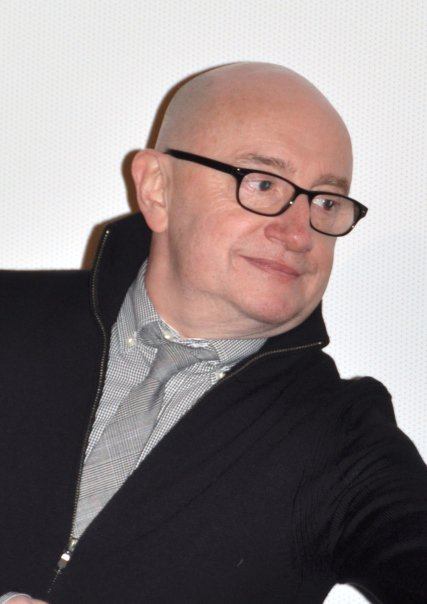
Dans le premier scénario du film, Michel Blanc aurait joué un rôle.

Dans la première version du scénario, Thérèse et Pierre sortaient du zoo et se rendaient dans une église pour se confesser à un prêtre, qui aurait été interprété par Michel Blanc. Horrifié, le prêtre dénonçait les agissements de la bande à la police. Le film se serait terminé par une photo des protagonistes dans le box des accusés à la une d'un journal. Gérard Jugnot, durant le tournage, dit qu'il sagit du « premier film catastrophe mais humain, sale mais drôle ». Christian Clavier précise, bien des années plus tard, que « les pauvres sont épouvantables dans le film. Il se fait à l'époque où la gauche est au pouvoir et nous montrons qu'il reste des laissés-pour-compte ». Finalement, la scène n'étant pas retenue, la fin du film suggère alors que Félix et Josette reprennent le cours de leur vie misérable.

#### Différences entre la pièce et le film
- Madame Musquin n'apparaît pas dans la pièce. Un monsieur Musquin est simplement évoqué. Le personnage et ses mésaventures dans l'ascenseur ont été inventés afin que Josiane Balasko, qui ne jouait pas dans la pièce (si ce n'est pour remplacer Marie-Anne Chazel durant un mois), puisse figurer dans le film.
- Dans le film, Thérèse dit qu'elle a rencontré Josette à l'AJCD (Association Jeunesse Chrétienne pour le Développement)[22]. Dans la pièce, elles sont cousines.
- Dans la pièce, Thérèse couche avec Félix, alors que dans le film, elle commet l'acte avec Pierre.
- Dans la pièce, Katia révèle qu'il s'appelle Jean-Jacques et qu'il a été marié à Thérèse. Il finit par se suicider avec l'arme de Félix. Tous ces éléments sont absents du film, tout comme la chute mortelle de Thérèse.
- Dans le film, Monsieur Preskovitch offre ses fameux doubitchous de Sofia (petits culs en Croate). Dans la pièce, ce sont les fameux spotsi d'Osijek (ville de naissance du père de J. Balasko). De la même façon, dans la pièce, au lieu du kloug aux marrons du film, le personnage revient à la charge avec de la liqueur de montagne (ce passage sera repris en 1979, dans une scène du film Les Bronzés font du ski, faisant suite à cette pièce).
- La pièce se termine par l'explosion de l'immeuble, déclenchée par Preskovitch qui se suicide au gaz.
- Dans le film, Félix martyrise sans cesse Katia. Dans la pièce, ce dernier se montre plus magnanime avec elle.
- Dans le film, Pierre coince les doigts de Preskovitch en claquant la porte, alors que dans la pièce, ce sont les doigts de Félix.
- Dans la pièce, une fois que Pierre a montré son tableau à Thérèse, celle-ci, plus tard, le montre à Félix. Dans le film, elle cache le tableau et ne le montre à personne.
- Dans la pièce, Josette et Katia échangent leurs tenues respectives. Dans le film, elles les conservent.
- Dans la pièce, Françoise, la femme de Pierre, appelle ce dernier, pour lui dire qu'il est infidèle et qu'elle le quitte. Dans le film, cette scène n'est pas présente.
- Dans le film, Monsieur Preskovitch est un joyeux drille à l'accent étranger. Dans la pièce, il est dépressif et parle français sans accent.
- Dans la pièce, on en apprend plus sur Josette et Félix, ce dernier n'hésitant pas à se radoucir pour se confier à propos de son passé. Dans le film, ces éléments sont absents.

### Choix des interprètes
Jacques François, qui joue le pharmacien, a accepté de jouer gratuitement dans le film : la production ne pouvant lui payer son cachet habituel très élevé, il préféra donc jouer son rôle gratuitement plutôt que d'accepter le cachet dérisoire proposé. Jean-Marie Poiré l'ayant beaucoup apprécié, il le fera tourner dans la plupart de ses films suivants : Papy fait de la résistance, Twist again à Moscou, Mes meilleurs copains, L'Opération Corned Beef et Les Couloirs du temps : Les Visiteurs 2.
Guy Marchand devait faire une apparition. Frustré par le tube Destinée, chanson qui figurait dans le film Les Sous-doués en Vacances, il ne souhaitait plus être associé à celle-ci. Il estimait ce tube fait « facilement ». Il ne voulait pas être considéré comme un chanteur de variétés, alors qu'il était un jazzman expérimenté, avec l'estime de grands noms du jazz comme Michel Petrucciani, Al Jarreau, George Benson, Claude Nougaro. Cette chanson restera, pour le grand public, la plus connue de ce crooner, bien malgré lui. Guy Marchand renonce finalement à faire un caméo dans le film, autorisant toutefois la diffusion de la chanson Destinée dans le film.
Jean-Pierre Darroussin prête sa voix à l'homme « qui ne sait pas aligner trois mots cohérents » lorsqu'il appelle SOS Détresse-Amitié pendant que Pierre, Thérèse et Josette mangent les huîtres. Le court rôle du réparateur d'ascenseur est tenu par Pierre Eugène, également engagé en tant que chauffeur de production du film.

### Tournage

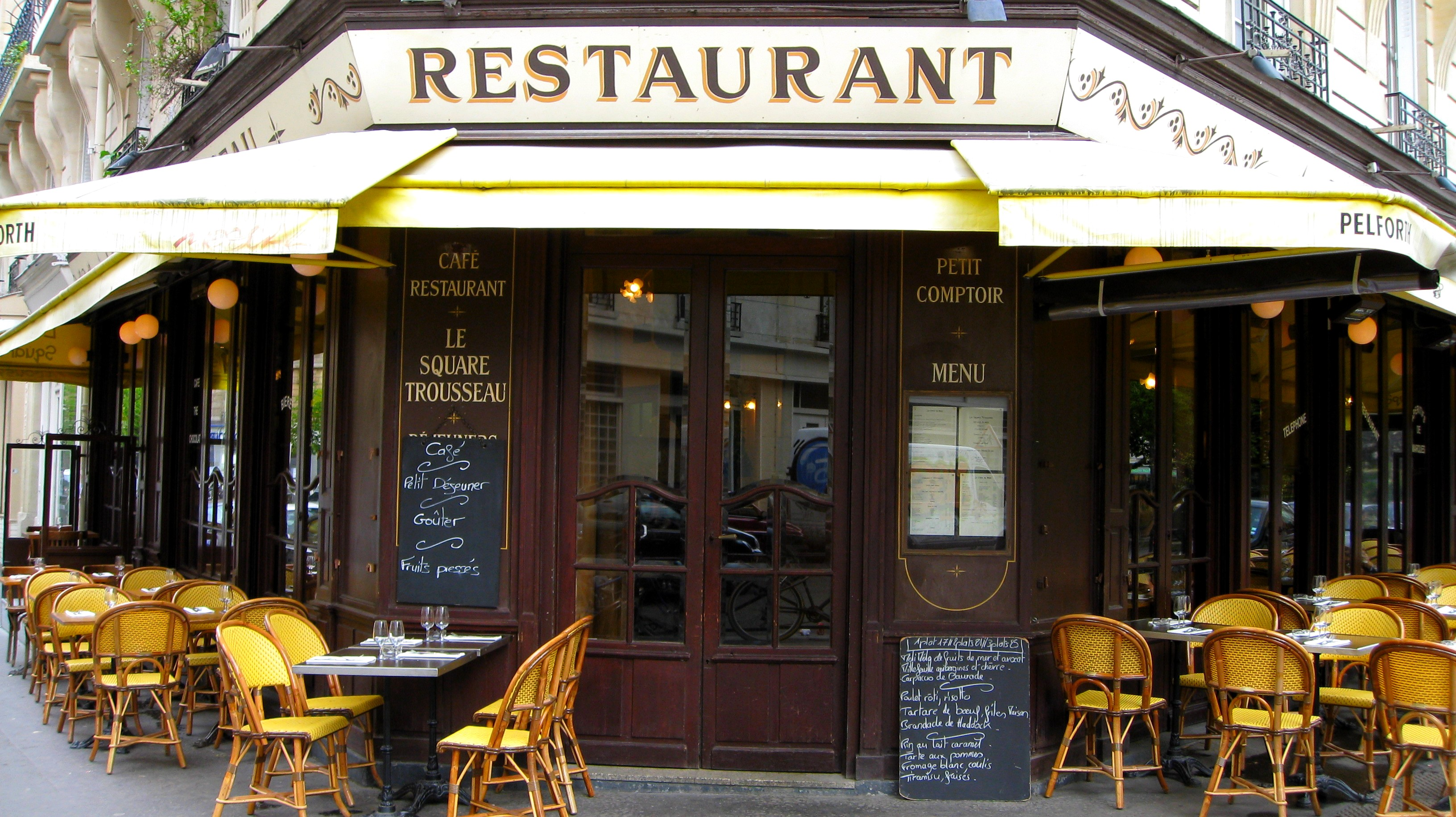
Le restaurant « Le Square Trousseau » est un lieu de tournage du film.

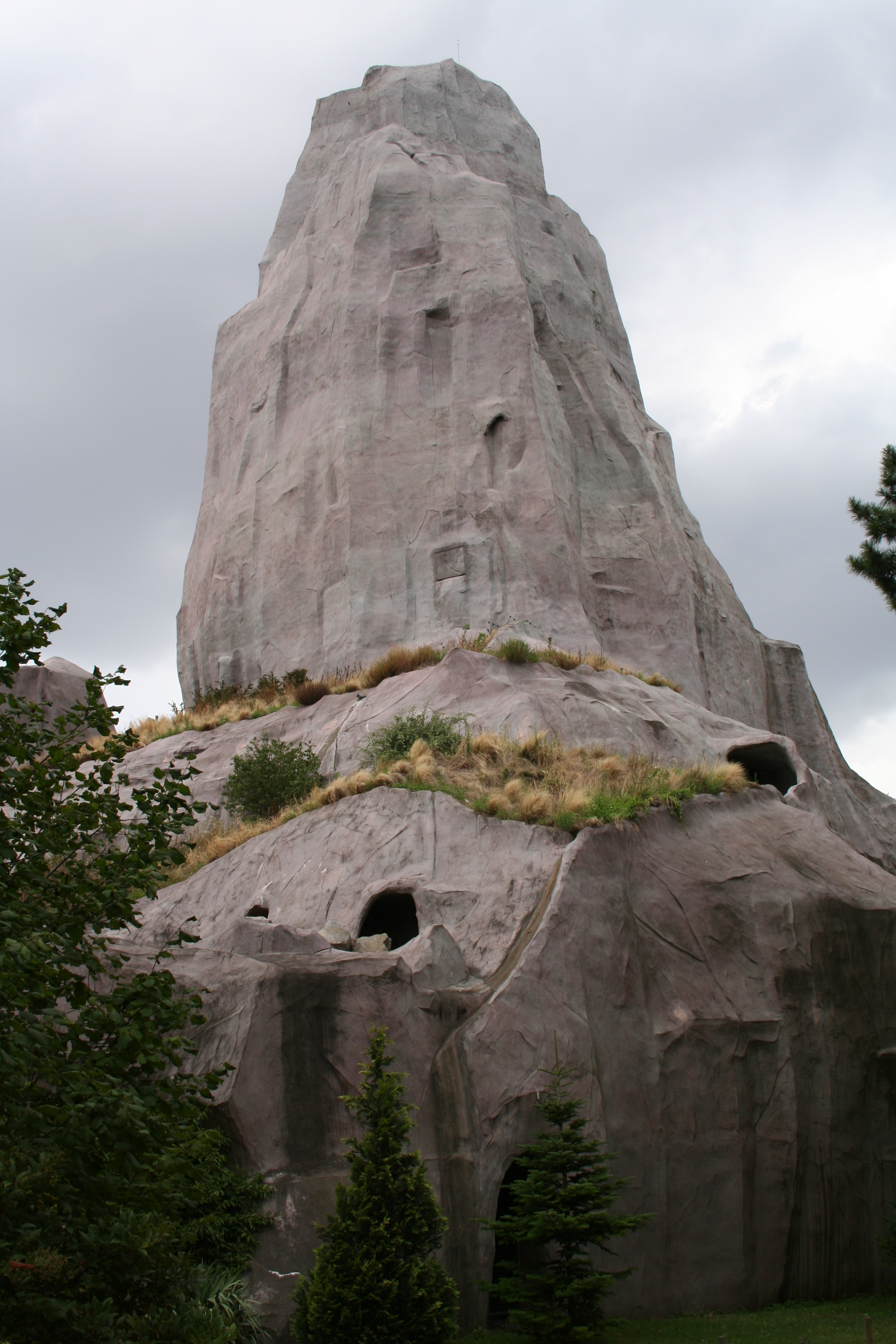
La scène finale du film a été tournée au Parc zoologique de Paris.

#### Extérieurs
La première scène du film a réellement été tournée sur les grands boulevards de Paris au moment de Noël et ce sans autorisation de la part des grands magasins. Gérard Jugnot, caché dans une camionnette, sortait quelques instants pour les prises. L'équipe de tournage utilise ensuite un nom de code : Les bronzés fêtent Noël.
Le terrain vague sur lequel se trouve la caravane de Félix et Zézette, est désormais occupé par l'hôpital Robert-Debré situé entre la Porte des Lilas et la Porte du Pré-Saint-Gervais.
La scène où Marie-Anne Chazel et Anémone cherchent des huîtres et du vin blanc a été tournée près du Square Trousseau (12e arrondissement) dans la brasserie homonyme.
La scène finale a été filmée au zoo de Vincennes, situé dans le 12e arrondissement, avant que le film ne se termine sur un plan laissant voir le boulevard Malesherbes (17e arrondissement).

#### Studios
Les scènes d'intérieurs ont été tournées dans les studios d'Épinay à Épinay-sur-Seine (Seine-Saint-Denis). Tout un immeuble a été construit, avec un ascenseur pouvant monter trois étages.

#### Musiques
Le chant choral introduisant le générique du début est un chant de Noël polonais (en polonais : kolęda) de Franciszek Karpiński (1741–1825) intitulé : Bóg się rodzi en français : « Dieu est né » interprété par Mazowsze.
Le slow entre Pierre et Katia est dansé sur la chanson de Guy Marchand, Destinée, qui n'était pas celle prévue à l'origine. Les images ont été tournées avec Pauvres Diables de Julio Iglesias en fond sonore, mais il s'est avéré impossible d'obtenir les droits de la chanson.
Vladimir Cosma, chargé de trouver une chanson avec un rythme similaire, a repris Destinée, qu'il avait composée avec Guy Marchand pour le film Les Sous-doués en vacances, sorti le 10 mars 1982 . Les dialogues ont été réenregistrés, on entend Katia demander « Vous aimez ce genre de musique ? » alors qu'il dit en réalité « Vous aimez Julio Iglesias ? », tandis que la réponse « C'est un grand chanteur » de Pierre est remplacée par « C'est très joliment chanté ». Même si la chanson de Julio Iglesias a été supprimée au montage, le chanteur est néanmoins présent dans le film. En effet, la caravane de Josette et Félix est décorée de photos de ce dernier et Josette porte un badge « I love Julio ».

## Accueil

### Promotion
À sa sortie en salles, le film fut boycotté par la RATP qui refuse de louer des panneaux publicitaires pour l'affiche en raison de son titre provocant. Certains cinémas ont ajouté diverses mentions sur leurs affiches : Le père Noël est une ordure… pas le vrai, ou encore Le père Noël est… presque… une ordure.
Dans la bande-annonce, Thierry Lhermitte cite la tribu des Arumbayas, une tribu amérindienne fictive créée par Hergé dans Les Aventures de Tintin.

### Accueil critique
À sa sortie en 1982, les critiques du film sont divisées, oscillant entre « neutres, parfois hostiles ». Alors que la critique des Cahiers du cinéma dénonce un manque de contenu et de message, d'autres comme celles du quotidien Le Monde ou du magazine Première saluent le rythme de la mise en scène et du jeu des acteurs,.

« Bonne nouvelle, stop - Café-théâtre en progrès, stop - Pas de contenu, stop - Comédie parfois noire, stop - Comédie sans message, stop - Point fort : unités de temps et de lieu respectées, stop - Adaptation rigoureuse pièce de théâtre, stop »

— Serge Toubiana, Les Cahiers du cinéma, octobre 1982,.

« Dialogues-mitraillettes, mouvement incessant, entrées, sorties, rencontres, télescopages de personnages pittoresques [...]. Les gens du Splendid sont de fameux acteurs »

— Jacques Siclier, Le Monde, septembre 1982.
Les critiques cinématographiques ultérieures sont positives, soulignant l'efficacité comique d'un film désormais culte et qui a apporté « un renouveau au cinéma comique français »,,.

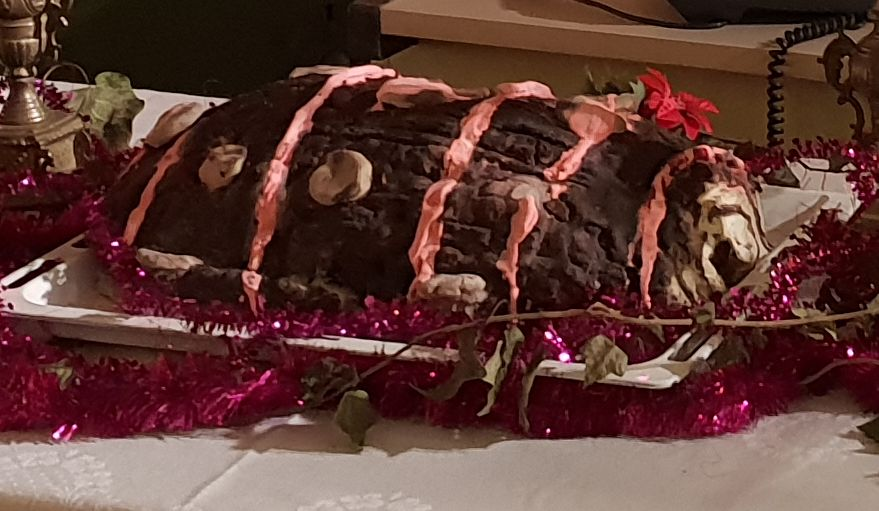
Reproduction du « kloug aux marrons » de monsieur Preskovic dans le film.

En revanche, le personnage de Preskovitch (Bruno Moynot) avec ses spécialités dégoûtantes comme le « kloug aux marrons », les « spotsis d'Osijek » de la pièce et les « doubitchous » du film, a fait dire à Jean-Marie Martin, bon connaisseur de la culture balkanique, que « ne pouvant pas, légalement, se moquer des pays voisins de la France et encore moins des Africains, des Arabes ou des Juifs, les scénaristes de ce film se sont engouffrés dans le vide juridique qui leur permet de véhiculer des clichés péjoratifs sur les Balkaniques » alors qu'en fait Josiane Balasko, qui les a inspirés, s'était régalée des plats et pâtisseries d'Osijek, en Croatie, ville proche du lieu de naissance de son père,.

### Box-office
À sa sortie en France en 1982, le film attire 1 582 732 spectateurs, moins que pour Les Bronzés mais un peu plus que pour Les Bronzés font du ski. Vers la même époque E.T., l'extra-terrestre fait huit millions d'entrées et Le Gendarme et les Gendarmettes, quatre.
Par la suite, après ses multiples diffusions à la télévision, le film obtient un statut « culte »,.
Année après année, les chaînes françaises (France 2, TF1, la 5,...) continuent de diffuser le film et à chaque fois, le film obtient des audiences significatives,,. Le Parisien note en 1999 que le film en est déjà à sa huitième rediffusion.
| Semaine | Semaine                           | Rang | Entrées         | Salles | no 1 du box-office hebdomadaire               |
| ------- | --------------------------------- | ---- | --------------- | ------ | --------------------------------------------- |
| 1       | 25 août au 31 août 1982           | 1er  | 113 517 entrées | 27     | Le père Noël est une ordure                   |
| 2       | 1er septembre au 7 septembre 1982 | 3e   | 84 534 entrées  | 27     | Mad Max 2 : Le Défi                           |
| 3       | 8 septembre au 14 septembre 1982  | 3e   | 49 340 entrées  | 28     | Le Grand Frère                                |
| 4       | 15 septembre au 21 septembre 1982 | 3e   | 49 504 entrées  | 27     | Blade Runner                                  |
| 5       | 22 septembre au 28 septembre 1982 | 5e   | 44 832 entrées  | 26     | Tir groupé                                    |
| 6       | 29 septembre au 5 octobre 1982    | 7e   | 37 826 entrées  | 23     | Class 1984                                    |
| 7       | 6 octobre au 12 octobre 1982      | 12e  | 20 190 entrées  | 17     | Deux heures moins le quart avant Jésus-Christ |
| 8       | 13 octobre au 19 octobre 1982     | 14e  | 12 695 entrées  | 11     | Deux heures moins le quart avant Jésus-Christ |
| 9       | 20 octobre au 26 octobre 1982     | 26e  | 8 940 entrées   |        | Deux heures moins le quart avant Jésus-Christ |

## Distinctions

### Nominations
- Festival International du Film Culte de Trouville-sur-Mer 2016[46] :
  - nommé à la Mouette de Platine - Grand Prix du Public du Film Culte Vintage

## Autour du film

### Droits d'auteurs d'Anémone

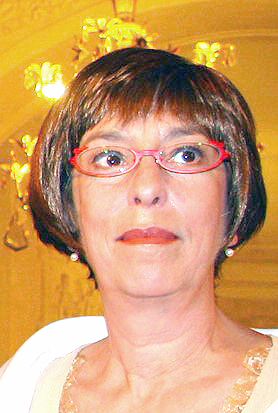
Anémone en 2005.

En 1982, ses camarades acteurs du Splendid qui jouent dans ce film créent une société anonyme mais sans avertir Anémone. Après la sortie du film, Anémone prend ses distances avec la troupe du Splendid, ne leur pardonnant pas de l'avoir exclue en ce qui concerne les royalties sur le film ; elle n'aura donc pas de droits (pourcentage sur les recettes,) sur le film sorti en 1982, lequel contient pourtant les fameuses répliques qu'elle a immortalisées.

### Controverses avec le titre du film
Lors de la sortie du film en 1982, la production rencontra des difficultés pour en faire la promotion, en raison de son titre qui était assez mal vu. La RATP et la Ville de Paris ont ainsi refusé de louer des emplacements publicitaires pour l'affiche du film, jugeant son titre trop irrévérencieux,.
Des problèmes ont également été rencontrés pour le tournage des scènes dans les grands magasins. « Partout on essuyait des refus » explique ainsi Jean-Marie Poiré. En effet, le titre était jugé « un peu trop agressif » alors que le Père Noël est une figure censée « faire rêver les enfants ».

### Le tableau utilisé dans le film
Le tableau illustrant Thérèse avec un porc utilisé dans le film est différent de celui qui fut utilisé pour la pièce de théâtre. Le même artiste peint les deux tableaux : Bernard Desnoyers. Le tableau utilisé pour tourner le film est resté entre les mains de son auteur, qui a donc conservé l'œuvre,. Le tableau utilisé pour la pièce a été vendu et est la propriété de l'acteur Jean-Claude Dreyfus,.

### Transphobie, homophobie et violence sexistes et sexuelles.
Si à sa sortie en 1982, le film n'a choqué personne, en revanche, quarante ans plus tard, certaines critiques se font jour pour dénoncer une dimension de transphobie et homophobie ordinaires, ou de banalisation de la violence faite aux femmes,,.

## Postérité

### Disque (produit dérivé)
- 1989 : C'est c'la oui !, disque 45 tours, Tréma[59],[60].

### Reprise
En 1994, Le père Noël est une ordure fait l'objet d'une reprise américaine réalisée par Nora Ephron sous le titre Mixed Nuts dont un des acteurs principaux est Steve Martin.

### Apparitions
En clin d'œil au film Le père Noël est une ordure et au personnage de Monsieur Preskovitch qu'il y interprétait, Bruno Moynot apparaît dans une séquence, à la vingt-et-unième minute du long métrage, sorti en 2003, Les Clefs de bagnole, réalisé par Laurent Baffie ; en interrompant la réponse d'un passant à une question de Baffie sur le sujet de son film, il traverse le champ de la caméra en disant « Vous voulez un doubitchou ? ».
En 2021, au cours de la 46e cérémonie des César, lorsque les membres de la troupe du Splendid se voient décerner chacun un César anniversaire, Thierry Lhermitte vient récupérer son prix habillé de son costume original du film.

### Exposition
En 2016, Le père Noël est une ordure fait son entrée au musée Grévin : l'institution présente une scène en cire d'après les personnages du film.

### Citation
- Dans le film Les Châteaux de sable (2015) d'Olivier Jahan, le personnage incarné par Yannick Renier cite certains des dialogues de Monsieur Preskovitch tirés du film tout en adoptant son accent.

### Au Canada
- Dans le Journal de Montréal en 2013 et dans La Presse en 2014, Le père Noël est une ordure fait partie de la liste des classiques locaux de Noël au Canada[64],[65], tout comme Radio-Canada en 2017[66].